# Ängasjön (Slättåkra socken, Halland)
Ängasjön är en sjö i Halmstads kommun i Halland och ingår i Nissans huvudavrinningsområde.